# 正南龜屬
正南龜（學名：Eunotosaurus）生存於二疊紀中期的南非，被認為是史前爬行動物與現代烏龜的遺失連結，長期被認為是最原始的龜鱉目。
正南龜的化石發現於南非卡魯超群（Karoo Supergroup），地質年代相當於二疊紀中期的開匹坦階。許多化石的肋腔類似現代烏龜、稍微不易彎曲，因此正南龜被認為會以類似烏龜的方式行走。肋骨非常寬廣而平坦、前後肋骨互相接觸，因此正南龜的身體寬廣，外形類似具有龜殼的烏龜。此外，正南龜的脊椎數量、脊椎大小、脊椎結構非常類似某些現代烏龜。

## 發現歷史

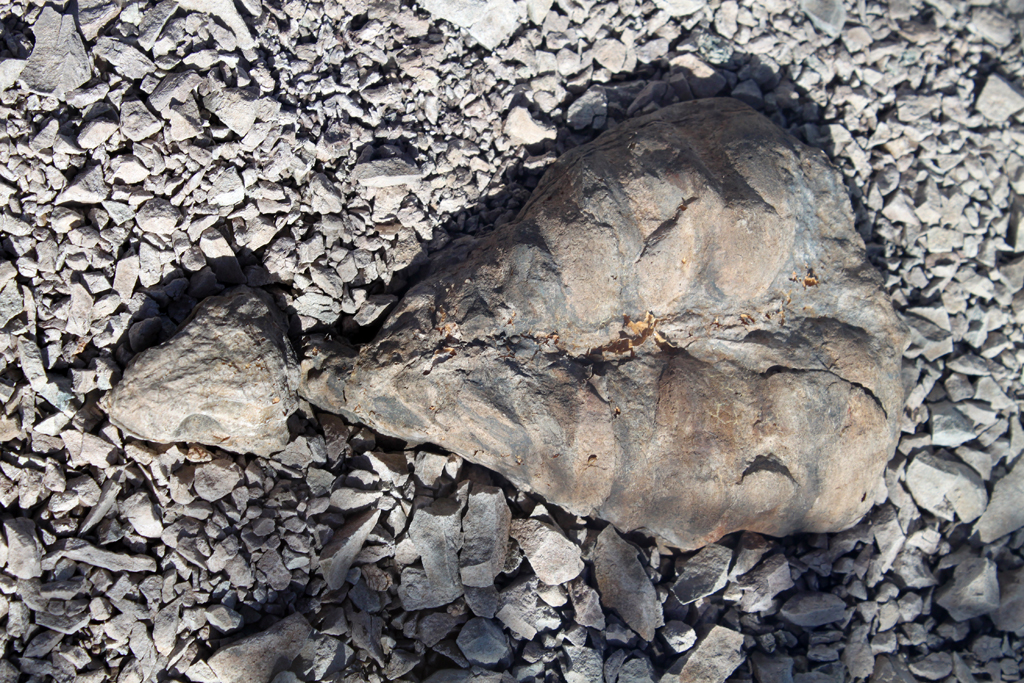
卡魯國家公園的正南龜化石

正南龜是在1892年被敘述、命名，直到1914年首次有理論提出正南龜是現代龜鱉目的直系祖先。英格蘭動物學家David Meredith Seares Watson提出，正南龜是杯龍目與龜鱉目的演化遺失連結；在早期研究歷史中，杯龍目包含最原始的爬行動物，目前被視為是無效的雙重並系群。D. M. S. Watson建立一個名詞，古龜鱉類（Archichelone），以包含正南龜。D. M. S. Watson提出正南龜的寬廣、平坦肋骨，應該是早期四足類動物、最原始爬行動物與現代龜鱉目的過渡特徵，寬廣、平坦肋骨最終演化成現代烏龜的龜殼。在D. M. S. Watson的理論中，古龜鱉類的骨盆應該位於較後方、位於龜殼之下。但是，與其他早期四足類動物相比，正南龜的骨盆位置正常、不是位於較後方，而骨盆位於寬廣肋骨的上方、而非位於下方。
自從這個理論提出後，正南龜長期被認為是現代烏龜的最早祖先，直到1940年代開始出現懷疑。在1956年，美國古生物學家阿爾弗雷德·羅默（Alfred Sherwood Romer）在他的科普書籍《Osteology of the Reptiles》裡，提到正南龜缺乏足夠的證據，因此無法被歸類於龜鱉目。阿爾弗雷德·羅默將正南龜改歸類於無孔亞綱的分類未定屬。
自從被發現以來，目前已發現約10個標本，其中的頭顱骨化石材料非常少。僅管化石材料殘缺不全，正南龜的知名度大，因此已被詳細研究過。在1999年，南非卡魯超群發現兩個新標本，目前存放於約翰尼斯堡的Bernard Price古動物學研究機構。儘管化石稀少，正南龜常用來大致判斷地層的所屬年代。到目前為止，正南龜的化石發現於貘頭獸組合帶（ Tapinocephalus Assemblage Zone）上層，以及之後的鋸頜獸集合帶（Pristerognathus Assemblage Zone）。

## 分類
在1954年，正南龜首次被歸類於獨自的正南龜科（Eunotosauridae）。之後正南龜科被逐漸少使用到。在1969年，正南龜被歸類於無孔亞綱的大鼻龍亞目（Captorhinomorpha），但大鼻龍亞目現在被拆散、不被使用，原所屬物種多被歸類於真爬行動物演化支。在2000年，正南龜被歸類於副爬行動物演化支，不再被認為與杯龍目、現代烏龜有接近親緣關係。在2008年的一個種系發生學研究，提出正南龜是米勒古蜥的姐妹分類單元，而將正南龜改歸類於米勒古蜥科。
近年數個研究根據基因、種系發生學證據，提出烏龜可能也屬於雙孔亞綱，因此跟現代蜥蜴、蛇、鱷魚、鳥類是近親，而與史前無孔亞綱、副爬行動物的關係較遠。在2010年的一個種系發生學研究，再次提出正南龜是現代烏龜的原始祖先。根據這個分類研究，二疊紀中期的正南龜、三疊紀晚期的原頜龜都被歸類於相同演化支，將造成龜鱉目不屬於雙孔亞綱，屬於原本的無孔亞綱。這項研究提出正南龜、最早期的烏龜都具有類似的肋骨、脊椎特徵，因此正南龜是種過渡物種。這項研究也列出正南龜的類似烏龜特徵，例如：寬廣的T狀肋骨、十節延長的幹狀脊椎、寬廣的身體、以及頭顱骨表面的小型結節。這個包含正南龜、現代烏龜的大型演化支，被稱為「Pan-Testudines」。至於三疊紀晚期的原頜龜，已演化出明顯得龜殼，明確屬於龜鱉目。

## 外部連結
- 正南龜 （页面存档备份，存于） Paleobiology Database